# 1960년 미국 대통령 선거
1960년 미국 대통령 선거는 민주당 전당대회에서 린든 B. 존슨을 꺾은 존 F. 케네디가 출마하고 공화당 전당대회에서 리처드 M. 닉슨이 후보로 지명되면서 치열한 접전이 예상되었다. 결과는 케네디가 0.1%차로 신승하였다

## 후보 지명

### 민주당
1960년 7월 14일, 1956년 부통령 경선에서 패배했던 존 F. 케네디 상원 의원은 린든 존슨 상원 원내대표를 꺾고 민주당 대통령 후보로 선출되었다

### 공화당
공화당 전당대회는 리차드 닉슨 부통령을 대통령 후보로 선출했다.

## 선거 과정
케네디 측은 '미국을 다시 움직이게 하겠다'는 "뉴 프런티어" 구호로, 닉슨 측은 '평화와 번영'이라는 구호를 내세웠다
선거 초반 앞서 가던 닉슨에게는 여러 악재가 겹쳤는데, 드와이트 아이젠하워 대통령에 대한 타임 지 인터뷰 도중, 닉슨의 정책을 이야기해달라는 질문에 아이젠하워 대통령은 "일주일쯤 생각해보고 하나 말씀드리겠다" 대답했다. 농담이라는 해명에도 불구하고, 이는 경험을 앞세운 닉슨 측에 큰 타격이 되었으며 또한 모든 주를 방문하겠다는 계획으로 스윙보트 지역에 공을 들이지 못한 탓도 있었다.
변곡점은 대선 최초로 도입된 TV 토론이었다. 약 7천만명이 시청한 토론은 TV와 라디오로 동시중계되었는데, 라디오 중계를 들은 기자들은 무승부 혹은 닉슨의 우위라고 평가한 반면 TV중계를 본 기자들은 '케네디 압승'으로 다음날 지면을 도배했다. 스마트한 케네디의 이미지가 노쇠해보이는 닉슨과 대비되어 시청자들에게 각인되었다는 것이다.
한편 케네디는 9월 20일 자신의 가톨릭 성향을 걱정하는 유권자들을 위해 "나는 가톨릭 후보가 아니라 민주당 후보가 된 가톨릭 신자"라며 가톨릭의 입장을 대변하지 않을 것임을 선언했다.
또한 시민운동가였던 마틴 루터 킹 목사가 체포되자, 당국에 항의해 석방시켰는데, 이는 흑인 사회의 압도적인 지지를 받는 원인이 된다.

## 선거 결과
| 대선 결과                |              |            |            |               |                                  |               |
| 대통령 후보 출신 주      | 정당         | 득표수     | 득표율     | 선거인단 득표 | 부통령 후보 출신 주              | 선거인단 득표 |
| 존 F. 케네디 매사추세츠  | 민주당       | 34,220,984 | 49.72%     | 303           | 린든 존슨 텍사스주               | 303           |
| 리처드 닉슨 캘리포니아주 | 공화당       | 34,108,157 | 49.55%     | 219           | 헨리 캐벗 로지 매사추세츠주      | 219           |
| 해리 버드 버지니아주     | 민주당       | -          | -          | 15            | 스트롬 서먼드 사우스캐롤라이나주 | 14            |
| 해리 버드 버지니아주     | 민주당       | -          | -          | 15            | 배리 골드워터 애리조나           | 1             |
| (선서하지 않은 선거인)   | 민주당       | 610,409    | 0.42%      | 0             | ?                                | 0             |
| 에릭 해스 뉴욕           | 사회노동당   | 47,522     | 0.07%      | 0             | 조지아 코치니 위스콘신           | 0             |
| 러더포드 데커 미주리     | 금주당       | 46,203     | 0.07%      | 0             | 해롤드 문 미시간                 | 0             |
| 오발 포버스 아칸소       | 주권당       | 44,984     | 0.07%      | 0             | 존 크로멜린 앨라배마             | 0             |
| 패럴 돕스 뉴욕           | 사회노동자당 | 40,175     | 0.06%      | 0             | 미라 웨이스 뉴욕                 | 0             |
| 찰스 설리반 미시시피     | 입헌당       | 18,162     | 0.03%      | 0             | 메리트 커티스 캘리포니아         | 0             |
| 브래컨 리 유타           | 보수당       | 8,708      | 0.02%      | 0             | 켄트 코트니 루이지애나           | 0             |
| 기타                     | -            | 11,128     | 0.02%      | 0             | -                                | 0             |
| 합계                     | 합계         | 68,832,482 |            | 537           | -                                | 537           |
| 선출필요수               | 선출필요수   | 선출필요수 | 선출필요수 | 269           | -                                | 269           |

8명의 선거인을 뽑는 미시시피주에서는 민주당 소속이지만 존 F. 케네디를 지지하기를 거부하고 지지 후보 없는 선거인 후보로 입후보한 민주당 선거인 8명이 당선되었다. 11명을 뽑는 앨라배마주에서도 케네디를 지지하는 민주당 선거인 5명, 지지 후보 없는 민주당 선거인 6명이 각각 당선되었다. 지지 후보 없는 선거인들은 해리 버드 민주당 의원에게 투표하였다.

## 같이 보기
- 미국의 역사 (1945년~1964년)
- 1960년 미국 하원의원 선거
- 1960년 미국 상원의원 선거
- 스티븐 앰브로즈
- 조지 갤럽